# Fåborg
Fåborg ou Faaborg est une ville portuaire du Danemark dans la commune de Faaborg-Midtfyn, située sur la pointe sud de l'île de Fionie et bordée par la mer Baltique. Sa population est de 7 217 habitants en 2010, ce qui en fait la cinquième ville de Fionie.

## Histoire
Fåborg est mentionnée la première fois dans un document des archives nationales à Paris, le 25 juin 1229 en tant que présent offert à la bru de Valdemar II de Danemark. Un château est mentionné, qui devait donc déjà exister à cette époque. Cette date a néanmoins été utilisée comme date de fondation de la ville.

## Personnalités
- Jens Peter Møller (1783-1854), peintre danois, est né à Fåborg.